# Not Like Us
«Not Like Us» es una canción diss escrita y grabada por el rapero estadounidense Kendrick Lamar, producida por Mustard y ganadora de 5 Grammys. Fue lanzada el 4 de mayo de 2024, durante su conflicto con el rapero canadiense Drake, menos de 24 horas después de la pista anterior de Lamar, «Meet the Grahams».

## Antecedentes
Artículo principal: Rivalidad entre Drake y Kendrick Lamar
Producida por Mustard, la canción fue el tercer diss de Kendrick en un período de treinta y seis horas dirigida a Drake. La canción sigue a «Euphoria», «6:16 in LA» y «Meet the Grahams». La canción fue lanzada el 4 de mayo de 2024, solo un día después de «Meet the Grahams» de Lamar y «Family Matters» de Drake.
En "Not Like Us", Lamar continúa y agrava sus acusaciones contra Drake y su compañía discográfica OVO Sound. Lamar alega que Drake es un pedófilo y un apropiador cultural, y que se ha involucrado en pedofilia con su guardaespaldas Chubbs y los artistas de OVO Sound PartyNextDoor y Baka Not Nice.

## Música y letra
A lo largo de la canción, Lamar acusa a Drake de tener un comportamiento inapropiado con menores, etiquetándolo como «pedófilo certificado» (una referencia al álbum de Drake Certified Lover Boy).
Lamar retrata durante la canción a Drake como un "colonizador" que explota a artistas de Atlanta como Future, Lil Baby, 21 Savage y otros para obtener credibilidad callejera y ganancias financieras. También acusa a Drake de tener relaciones con la pareja de Lil Wayne mientras este estaba encarcelado y pide que uno de los asociados de Drake sea "registrado y puesto bajo vigilancia del vecindario" como un depredador.

## Portada
La portada del sencillo muestra una vista aérea de la residencia de Drake con "símbolos del mapa de delincuentes sexuales", según Variety.

## Posicionamiento en listas
| Lista (2024–2025)                  | Mejor posición |
| ---------------------------------- | -------------- |
| Canadá (Canadian Hot 100)          | 1              |
| Corea del Sur (Circle)             | 30             |
| Estados Unidos (Billboard Hot 100) | 1              |